# Günter Kochan
Günter Kochan, né le 2 octobre 1930 à Luckau et mort le 22 février 2009 à Neuruppin, est un compositeur allemand.
Il étudie auprès de Boris Blacher et est l'élève (Meisterschüler) de Hanns Eisler. Il enseigne la théorie musicale et la composition à l’Académie de musique Hanns Eisler de 1967 jusqu'à sa retraite en 1991. Il dirige des master class de composition à l’Université de musique et à l'Académie des arts de la RDA. Il est secrétaire de la section de musique de l'Académie des arts de 1972 à 1974 ainsi que président adjoint de l'Association des compositeurs et des musiciens de la RDA de 1977 à 1982.
Prix national de la RDA, il se voit décerner des récompenses pour ses compositions aux États-Unis et en Europe de l’Est et jouit d’une renommée internationale notamment grâce à des symphonies comme la cantate Die Asche von Birkenau en 1965 ou encore sa musique pour orchestre n°2 en 1987. Son œuvre regroupe des pièces orchestrales, de la musique de chambre, des œuvres chorales, des chansons populaires et de la musique de film, ce qui le situe à mi-chemin entre le réalisme socialiste et l’avant-garde.

## Biographie

### Origines et études
Günter Kochan est né en 1930 à Luckau en Basse-Lusace au sein d’une famille d'employés. Il prend ses premières leçons de piano à l'âge de sept ans avec une professeure de piano locale, Elfriede Sommer. Grâce à son talent musical, il intègre à partir de septembre 1944 l'École supérieure des arts de Leipzig, fondée en 1941 et dont le directeur artistique était auparavant le Thomaskantor Günther Ramin. Il a pour camarades de classe ses futurs collègues musiciens Saschko Gawriloff, Eberhard Grünenthal, Siegfried Kurz und Siegfried Stöckigt. Après la fermeture de l’École en 1945, il intègre le secondaire dans sa ville natale de Luckau.
Sa professeure de piano le confie au compositeur et professeur de musique Siegfried Borris en 1946 afin de le préparer à l'examen d'entrée à l’Université des Arts de Berlin-Charlottenburg. Après l'examen, il renonce à passer son Abitur, commence à étudier la musique en s’intéressant principalement à la composition auprès de Konrad Friedrich Noetel (élève de Paul Hindemith) et de Hermann Wunsch (élève de Franz Schreker) et prend des leçons de piano avec Maria Petersen. Ses principales influences musicales lui viennent jusqu’alors de Boris Blacher, son professeur de contrepoint.

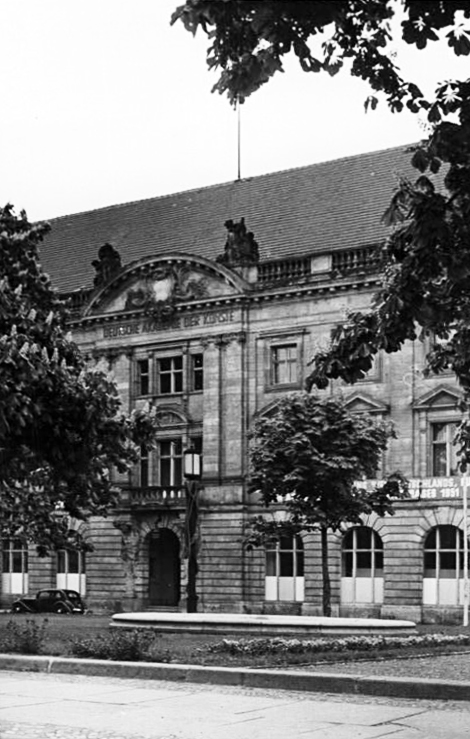
Académie allemande des Arts en 1951.

Encore étudiant, il établit des réseaux avec des artistes qui le soutiendront plus tard. De 1948 à 1951, il est travailleur indépendant pour la rédaction Unser Lied – unser Leben, dirigée par Jean Kurt Forest et qui appartient au département de musique folklorique de la Berliner Rundfunk,. Il dirige également une chorale dont les membres font alors partie de la Jeunesse libre allemande. Pendant cette période, ses opinions politiques mûrissent. Le compositeur André Asriel, avec lequel il a travaillé à la Berliner Rundfunk, le présente à Hanns Eisler en 1949. Étudiant, il met en musique le poème de Bertolt Brecht, Die Legende von der Entstehung des Buches Taoteking auf dem Weg des Laotse in die Emigration. Après avoir obtenu son diplôme en 1950, il déménage à Berlin-Est et commence, comme deuxième élève de Hanns Eisler, des études avancées de composition à l’Académie des arts de la RDA qu’il quitte en 1953. Plus tard, il émet la remarque suivante à propos de Hanns Eisler: « Il ne voulait pas, contrairement à d’autres, nous imposer sa conception de la musique, mais plutôt nous encourager à suivre notre propre voie ». À partir de 1952, il fréquente la pianiste Inge Schulze, avec qui il se marie et a deux enfants.

### Débuts professionnels
À l’initiative du recteur Georg Knepler, il devient professeur de composition et de théorie musicale en 1950 à la Deutsche Hochschule für Musik (renommée « Hochschule für Musik Hanns Eisler » en 1964). Il fait ainsi partie, avec ses collègues musiciens Andre Asriel, Ruth Zechlin, Werner Scholz et Dieter Zechlin, des jeunes enseignants de l’Université des arts, fondée dans les années 1950.
Tout comme d'autres jeunes compositeurs, il subit une forte pression de la part de la politique culturelle de la RDA à la suite du débat du formalisme-réalisme en 1951. Cette dernière cherche à circonscrire « l’art décadent de l’ouest ». Cet événement a retardé son évolution en tant que compositeur. Sa carrière démarre lorsqu’il compose le concerto pour violon no 1 en 1952, grâce auquel il est couvert de louanges par des musiciens tels que Georg Knepler, Eberhard Rebling ou encore Anatoli Novikov, compositeur soviétique,. En 1952, il participe à la Fête de la musique de Varsovie aux côtés du critique musical Karl Laux, alors représentant de l'Amicale germano-soviétique. En 1953, il devient membre d'une délégation amicale officielle des artistes de la RDA au sein de l'Union soviétique,. La même année, ce communiste convaincu rejoint le Parti socialiste unifié d'Allemagne. De 1955 à 1963, il est un candidat au Conseil Central de la Jeunesse libre allemande. Pendant les années 1950, il écrit un certain nombre de chansons populaires et sur la jeunesse, consacrées entre autres, au Festival mondial de la jeunesse et des étudiants. Signale der Jugend, qu’il compose en 1951, devient un composant essentiel du répertoire de la Jeunesse libre allemande.
Après le mouvement de l’insurrection de Budapest de 1956 et les conclusions du XXe congrès du Parti communiste de l'Union soviétique, il pense brièvement à quitter la RDA pour l’Ouest mais les fonctionnaires culturels Georg Knepler et Nathan Notowicz, l’ont ensuite convaincu de rester. Il s’adapte ensuite en 1959 à l’orientation de la Voie de Bitterfeld. À cause de sa musique, il considère alors encore en 1971 Paul-Heinz Dittrich, camarade compositeur comme « un ennemi du peuple ». En 1961, il a été proposé pour le département culture du Comité central de la SED pour la section musique de l’Académie allemande des arts, ce que le compositeur Paul Dessau a empêché,. La même année, Kochan entreprend un voyage d’études à Cuba et devient membre en 1962 du comité d’amitié RDA-Japon de la Ligue de l’amitié des peuples. En 1964, il part à Moscou dans le cadre d’une invitation du syndicat des compositeurs avec son homologue Ernst Hermann Meyer,. Kochan a déclaré plus tard sur ses ambitions de politique culturelle  : « Malgré les difficultés, j’ai toujours suivi ma voie, pas avec des volontés de réussite égoïstes, mais pour mes contributions spécifiques en tant que compositeur, camarade et citoyen ». 
Rétrospectivement, il a critiqué dans une interview son activité de compositeur de film pour la DEFA (studio d'État de la République démocratique allemande) dans les années 1950 et 60 : « j’ai écrit de la musique de films pour la DEFA, c’était horrible. Je regrette encore aujourd’hui de les avoir laissé les diffuser. Mais c’était des offres bien payées. En tant que jeune compositeur, on veut s’essayer à de nombreux domaines ». 

### Chaire professorale à Berlin
À partir du milieu des années 1960, il essaie de communiquer entre les anciennes et nouvelles générations de compositeurs,. En 1967, il est nommé professeur à l’Académie de musique « Hanns Eisler »,. À partir de 1968, il dirige une master class de composition à l’Académie allemande des arts. En 1972, il dirige même une master class à l’Université de musique de Berlin. En 1973, il reçoit, avec l’aide d’Ernst Hermann Meyer, qui le considérait comme « le compositeur le plus doué de la génération du milieu et la jeune génération », un poste de professeur titulaire à Berlin. De plus, il a souvent assuré des cours d'été de musique contemporaine de Gera fondés en 1974. On compte parmi ses élèves connus les compositeurs Udo Zimmermann, Lothar Voigtländer et Friedrich Schenker. En tant que professeur de composition, il a voulu, selon ses propres dires, « ne jamais imposer sa propre conception de la musique, mais encourager les progrès ». À partir de 1985, Günter Kochan travaille en tant que professeur et devient émérite en 1991 après la réunification allemande,.
Il remporte quatre fois le prix national de la RDA mais rend le quatrième et est membre de l'Académie allemande des Arts de 1965 à 1992 (à partir de 1972 nommée Académie des Arts de la République démocratique allemande, et à partir de 1990 Académie des Arts à Berlin). Il travaille de 1972 à 1974, succédant à Kurt Schwaen comme Secrétaire du département de la musique. En 1972, il rencontre avec d'autres responsables de la culture son modèle musical Dmitri Chostakovitch, qui est venu à Berlin,. En outre, il était membre actif dans l’association centrale et d’arrondissement des compositeurs. De 1977 à 1982, il est vice-président sous le président Ernst Hermann Meyer de l’association des compositeurs et des musiciens de la RDA.
Après ses deux premières symphonies et plusieurs œuvres vocales, il s’attaque en 1971 à l'opéra Karin Lenz, dont la première est donnée par le chef d’orchestre Heinz Fricke et le régisseur Erhard Fischer à l’Opéra d'État Unter den Linden à Berlin. Pour le 30e anniversaire de la RDA, il compose l'oratorio politique, Das Friedensfest oder Die Teilhabe (1979). Dans une interview de 1979 avec le musicologue Ursula Stürzbecher, il déclare : « le problème de composition, ou plus exactement la question, par rapport à la façon dont on doit composer est semblable partout dans le monde. Ce n'est pas un problème géographique, mais une question de position idéologique ».

### Après la réunification
En novembre 1989, il soutient une lettre ouverte de compositeurs à l’Association de compositeurs qui se montraient très autocritiques quant aux travaux récents de l'organisation. L’introduction nous dit : « ces dernières années, l’Association des compositeurs a réagi [...] tardivement, à contrecœur et de façon tactique aux enjeux sociopolitiques. » En conséquence, les parties ont demandé la démission du président Wolfgang Lesser.
L’Orchestre symphonique allemand de Berlin, aujourd’hui appelé Konzerthausorchester Berlin, était considéré comme son orchestre favori. Il a joué pour la première fois à titre posthume en 2011 sa sixième symphonie achevée entre 2003 et 2006. Les œuvres de Kochan ont été répertoriées mais peu interprétées après la réunification allemande,. Seules ses œuvres de chambre ont reçu un accueil favorable. Depuis 1992, il vit retiré du monde à Hohen Neuendorf près de Berlin.
En 2009, Kochan Günter décède d'une maladie pulmonaire à l'hôpital de Ruppin. Une partie de son héritage se trouve maintenant dans les archives des compositeurs contemporains de la Bibliothèque d'État et universitaire de Saxe à Dresde.

## Résonance
Les œuvres de Günther Kochan ont été jouées dans les orchestres symphoniques les plus prestigieux en RDA, comme la Staatskapelle de Dresde et de Berlin, l’orchestre symphonique de Leipzig, le Rundfunk-Sinfonieorchester Berlin et l’orchestre symphonique de Berlin. Il travailla notamment avec des chefs d’orchestre renommés comme Claus Peter Flor, Herbert Kegel, Kurt Masur et Kurt Sanderling.
Comme Siegfried Matthus, il fut l’un des compositeurs les plus joués en RDA,. À titre d’exemple, aucun autre compositeur ne fut autant représenté que Günther Kochan lors du plus grand festival de musique contemporaine en RDA, la Musik-Biennale Berlin, de 1967 à 1989. Par ailleurs, ses œuvres ont également trouvé un écho au-delà du « bloc de l’Est » (Cuba, Pologne, Tchécoslovaquie, Union soviétique), puisqu’elles ont été jouées dans des pays comme la République fédérale d’Allemagne, l’Autriche, la Scandinavie, le Japon, les États-Unis, et le Royaume-Uni. Selon des déclarations faites par Günther Kochan lui-même au cours des années 1970, son concerto pour violon aurait été joué près de quarante fois, sa deuxième symphonie aurait été jouée près de vingt-cinq fois et sa cantate Die Asche von Birkenau aurait été diffusée par sept stations de radio.
D’après Stefan Amzoll, journaliste musical berlinois, Kochan fait partie « depuis les années soixante-dix des premiers compositeurs allemands de sa génération ». Friedbert Streller, musicologue originaire de Dresde, le place au rang de « compositeur précurseur en RDA », à l’instar d’auteurs, de guides musicaux et de feuilletonistes de grands médias allemands,,,. Heinz Josef Herbort, feuilletoniste pour die Zeit estime quant à lui que ce sont « ses récitals et ses symphonies […] qui représentaient le mieux la RDA à l’étranger. » Sa cantate Die Asche von Birkenau compte parmi les premières compositions d’Allemagne de l’Est à s’être penchées sur la Shoah. Certaines de ses œuvres ont été spécialement écrites pour des interprètes renommés comme le Gewandhaus-Quartett, le pianiste Dieter Zechlin et le flûtiste Markus Zahnhausen.
D’après Werner Wolf, musicologue de Leipzig, Günter Kochan « n’a jamais vendu sa musique ». Cependant, depuis la réunification allemande, sa musique revêt une connotation plus politique.

## Style
Günter Kochan fait partie de la génération intermédiaire des compositeurs de la RDA (comme Rosenfeld, Thiele, Tittel, Schubert, Grabs, Wenzel et Medek). Mais contrairement à ces derniers, il commença à composer dès la fin de la guerre, à l’instar de Ruth Zechlin. Il utilise des techniques de composition musicale traditionnelles, tout en empruntant parfois au dodécaphonisme. Ainsi, sur la scène musicale de la RDA, Kochan se situe entre réalisme socialiste soviétique et avant-garde musicale,.
Sa première composition importante, son premier concerto pour violon est très classique et se rapproche de l’œuvre de Johannes Brahms. Puis, Kochan développe rapidement son propre style, en s’inspirant de ses modèles Paul Hindemith et Béla Bartók. Il compose dans un style virtuose néo-classique, basé sur une tonalité très riche. La musique sérielle, technique de composition prônée aux Internationale Ferienkurse für Neue Musik lui déplaisait. Günter Kochan n’admirait pas Pierre Boulez, Olivier Messiaen ou Edgard Varèse, mais Witold Lutosławski, compositeur polonais qui eut aussi beaucoup de succès en RDA.
Dieter Härtwig, musicien originaire de Dresde, désigne l’œuvre de Kochan comme un « appel à la sérénité ludique, à la gaieté et à l’optimisme ». En 1959, après un concert tenu dans le cadre du plus grand festival polonais de musique contemporaine, le Warschauer Herbst, Diether de la Motte, musicologue d’Allemagne de l’Ouest avait déclaré que la musique de Kochan rivalisait avec « l’école polonaise ».
Dans les années 1950, il fait la rencontre de symphonies et quatuors à cordes de Dmitri Chostakowitsch et de Sergueï Prokofjev qui l’influenceront fortement. Son style devient plus grossier, plus abrupt et plus prononcé. Kochan se démarque progressivement du néo-classicisme et intègre de plus en plus de techniques de composition nouvelles, empruntées notamment au dodécaphonisme. Son style arrive à maturité avec des compositions comme la cantate Die Asche von Birkenau (1965) tirée d’un texte de Stephan Hermlin, qui porte sur le thème d’Auschwitz, et sa 2e symphonie (1968). Les passages dédiés aux percussions sont une des caractéristiques de sa musique vivante, puissante et très expressive.
Malgré l’amélioration de ses techniques de composition, avec la musique aléatoire et la musique sérielle, les œuvres qu’il crée les années suivantes resteront essentiellement au même niveau que ses œuvres phares. Il ne pouvait espérer mieux comme successeur que son élève Friedrich Schenker qui achèvera le retrait des modèles de références tonales et des tendances néo-classiques. Kochan lui-même donnait beaucoup d’importance à l’enseignement qu’il avait reçu de Hanns Eisler. Eisler a joué un rôle majeur dans sa façon de considérer à la fois la musique et le public. Ainsi, Kochan n’a jamais perdu de vue le public, sa musique devait avant tout rester audible, et ce même dans les Temps modernes.
Pour décrire la musique de Kochan, Erik Buchheister, journaliste culturel, parlait d’un « caractère appellatif » aux traits humanistes de Karl Amadeus Hartmann.

## Élèves
- Élèves principaux (Académie des Arts) : Udo Zimmermann (1968–1970), Nikolai Badinski (1969–1970), Lothar Voigtländer (1970–1973), Jürgen Kies (1981) et Reinhard Wolschina (1982–1984).
- Élèves principaux (Université de musique) : Wolfgang Stendel (1972–1974), Michael Stöckigt (1973–1979), Frank-Volker Eichhorn (1974–1978) et Karl-Heinz Duschl (1981–1983).
- Autres élèves : Peter Aderhold, Hans Boll, Jürgen Buttkewitz, Gunther Erdmann, Siegmund Goldhammer, Günter Hauk, Helge Jung, Margaret J. Kartomi, Hermann Keller, Peter Langhof, Burkhard Meier, Martin Rosengarten, Friedrich Schenker et Gerhard Tittel.

## Distinctions
- 1950 : Prix de composition à la Deutschlandtreffen der Jugend für Frieden und Völkerfreundschaft (Rassemblement de la jeunesse allemande pour la paix et l'entente internationale) de Berlin (en partenariat avec André Asriel pour le Friedenskantate der Jugend)
- 1953 : Troisième prix lors du Festival mondial de la jeunesse et des étudiants à Bucarest en Roumanie (pour son concerto pour violon et orchestre)
- 1954 : Prix de composition à la Deutschlandtreffen der Jugend für Frieden und Völkerfreundschaft (Rassemblement de la jeunesse allemande pour la paix et l'entente internationale) (pour In Bamberg, hinter dem Hügel)
- 1955 : Troisième prix au Festival mondial de la jeunesse et des étudiants de Varsovie, en Pologne (pour Gruß an Warschau)
- 1957 : Erich-Weinert-Medaille (= Prix artistique de la Jeunesse libre allemande)
- 1958 : Prix Ernst Zinna à Berlin
- 1959 : Prix national de la République démocratique allemande des Arts et des Lettres, 2e classe au collectif du Rügenfestspiele (en partenariat avec Kurt Barthel et Hanns Anselm Perten pour la Störtebeker-Ballade)[67]
- 1959 : Prix artistique de la DDR [68]
- 1960 : Médaille de la Fédération mondiale de la jeunesse démocratique
- 1964 : Prix national de la République démocratique allemande des Arts et des Lettres, 3e classe [69]
- 1965 : « Sonnentor über Achat und Amethyst », prix de composition de la Vereinigung für künstlerische Beziehungen Amerikas (Union pour les relations artistiques américaines ou ARCA) à Montevideo en Uruguay
- 1966 : Prix artistique du Freier Deutscher Gewerkschaftsbund (FDGB)
- 1973 : Prix Goethe à Berlin
- 1974 : Médaille d’argent de l’Ordre du mérite patriotique
- 1975 : Prix artistique du FDGB[70]
- 1978 : Premier prix à la Third International Tuba-Euphonium Symposium-Workshop de l’International Tuba-Euphonium Association (Association Internationale Tuba Euphonium) (ITEA) à l'université du Sud de la Californie à Los Angeles aux États-Unis (pour Sieben Miniaturen)
- 1979 : Prix national de la République démocratique allemande des Arts et des Lettres, 1re classe [71]  (en hommage à son œuvre musicale)
- 1982 : Prix artistique de l'Amicale germano-soviétique
- 1987 : Prix national de la République démocratique allemande des Arts et des Lettres, 1re classe [72]  (en hommage à son œuvre musicale)

## Œuvres

### Discographie sélective
- Sieben Miniaturen für vier Tuben, Jim Self (tuba), produit par Summit Records en 1995.
- Musik in der DDR Vol. 1: Musik für Orchester Nr. 2, Berliner Sinfonie-Orchester, Kurt Sanderling (chef d’orchestre), produit par Edel Berlin Classics en 1995.
- Musik in der DDR Vol. 2: Die Asche von Birkenau, Annelies Burmeister (Alto), Rundfunk-Sinfonieorchester Berlin, Kurt Masur (chef d’orchestre), 1967; produit par Edel Classics Berlin en 1995.
- Zeitgenossen Ost – Orchesterwerke: Konzert für Klavier und Orchester op. 16, Dieter Zechlin (piano), Rundfunk-Sinfonieorchester Leipzig, Herbert Kegel (chef d’orchestre), 1959; Concerto pour violon, Egon Morbitzer (violon), la Staatskapelle de Berlin, Friedrich Goldmann (chef d’orchestre), 1982; Symphonie n°5, Berliner Sinfonie-Orchester, Claus Peter Flor (chef d’orchestre), 1987; produit par Hastedt en 1997.
- Sinfonien: Sinfonie Nr. 4, Berliner Sinfonie-Orchester, Claus Peter Flor (chef d’orchestre), 1987, produit par Edel Classics Berlin en 2000.
- Musik in Deutschland – Sinfonische Musik: Sinfonie Nr. 5, Berliner Sinfonie-Orchester, Claus Peter Flor, (chef d’orchestre), produit par RCA Red Seal/BMG Classics en 2000.
- Musik in Deutschland – Musik für Films und Fernsehen : Capriccio italien, Estradenorchester des Deutschlandsenders, Werner Pattenrond (chef d’orchestre); produit par RCA Red Seal/BMG Classics en 2001.
- Neue Musik für Blockflöte Vol. 7: Musik für Altblockflöte und Cembalo, Markus Bartholomé (flûte à bec alto), Andreas Skouras (clavecin), produit par Cadenza/Bayer Records en 2002.
- Musik in Deutschland – Sologesang mit Orchester: Die Asche von Birkenau, Annelies Burmeister (Alto), Rundfunk-Sinfonieorchester Berlin, Wolf-Dieter Hauschild (chef d’orchestre), 1975; produit par RCA Red Seal/BMG Classics en 2006.
- Musik der Zeit 30 – Werke II: Die Asche von Birkenau, Annelies Burmeister (Alto), Rundfunk-Sinfonieorchester Leipzig, Herbert Kegel (chef d’orchestre), 1975; sonate pour viole et piano, Alfred Lipka (Viole), Dieter Zechlin (piano), 1988; concerto pour violon et orchestre, Günter Glaß (violon), Rundfunk-Sinfonieorchester Leipzig, Adolf Fritz Guhl (chef d’orchestre), 1976; Musik für Orchester Nr. 2, Philharmonie Robert Schumann de Chemnitz, Dieter Gerhardt-Worm (chef d’orchestre), 1989; produit par Hastedt en 2007.

### Écrits
- Geht in die Betriebe!. Publié dans : Musik und Gesellschaft 1 (1951), p. 49–50.
- Diskussion mit Hörern. Publié dans : Musik und Gesellschaft 13 (1963), p. 405–406.
- Mitgestalter der großen Sache. Publié dans : Musik und Gesellschaft 19 (1969), p. 38–39. (= Ulrich Dibelius (éd.): Neue Musik im geteilten Deutschland. Tome 2 : Dokumente aus den sechziger Jahren. Henschel, Berlin 1995,  (ISBN 3-89487-224-1), S. 80–81)
- Nicht die Technik ist das Entscheidende. In: Beiträge zur Musikwissenschaft 4 (1976), S. 345–346. (= Ulrich Dibelius (éd.): Neue Musik im geteilten Deutschland. Tome  3: Dokumente aus den siebziger Jahren. Henschel, Berlin 1997,  (ISBN 3-89487-248-9), S. 68)

## Littérature

### Publications
- Günter Kochan. Publié dans : Académie des arts de la RDA (éd.): Handbuch 1982–1986. Henschel Verlag, Berlin 1988, p. 137 et suivantes.
- Bernd-Rainer Barth: Kochan, Günter. Publié dans : Wer war wer in der DDR? 5. Ausgabe. Tome 1, Ch. Links, Berlin 2010,  (ISBN 978-3-86153-561-4).
- Günter Kochan. Publié dans : Klaus Börner: Handbuch der Klavierliteratur zu vier Händen an einem Instrument. Atlantis Musikbuch-Verlag, Zürich, Mainz 2005,  (ISBN 3-254-00265-2), p. 245.
- Dietrich Brennecke: Günter Kochan. Publié dans : Dietrich Brennecke, Hannelore Gerlach, Mathias Hansen (éd.): Musiker in unserer Zeit. Mitglieder der Sektion Musik der Akademie der Künste der DDR. Deutscher Verlag für Musik, Leipzig 1979, p. 151 et suivantes.
- Kochan, Günter. Publié dans : Wilhelm Buschkötter, Hansjürgen Schaefer: Handbuch der internationalen Konzertliteratur. Instrumental- und Vokalmusik [Manual of international concert literature]. 2. überarbeitete und erweiterte Auflafe, de Gruyter, Berlin, New York 1996,  (ISBN 3-11-013905-7), p. 476 et suivantes.
- Kochan, Günter. Publié dans : Carl Dahlhaus, Hans Heinrich Eggebrecht, Kurt Oehl (éd.): Brockhaus-Riemann Musiklexikon. CD-Rom, Directmedia Publishing, Berlin 2004,  (ISBN 3-89853-438-3), p. 5498.
- Kochan, Günter. Publié dans : Herrmann A. L. Degener, Walter Habel (éd.): Wer ist wer? Das deutsche Who’s Who 2000/2001. 39. Ausgabe, Schmidt-Römhild, Lübeck 2000,  (ISBN 978-3-7950-2029-3), p. 749.
- Annette Thein: Kochan, Günter. Publié dans : Ludwig Finscher (éd.): Musik in Geschichte und Gegenwart (MGG). Tome 2, Bärenreiter, Kassel [u.a.] 1996, p. 379–380.
- Günter Kochan. Publié dans : Peter Hollfelder: Geschichte der Klaviermusik. Tome 1, Noetzel, Wilhelmshaven 1989,  (ISBN 3-7959-0436-6), p. 323–324.
- Hans-Joachim Kynaß: Günter Kochan. Verband Deutscher Komponisten und Musikwissenschaftler, Musikinformationszentrum, Berlin 1967.
- Günter Kochan. Publié dans : Sigrid Neef (avec Hermann Neef): Deutsche Oper im 20. Jahrhundert. DDR 1949–1989. Lang, Berlin 1992,  (ISBN 3-86032-011-4), p. 257–260.
- Günter Kochan. Publié dans : Christoph Rueger (éd.): Konzertbuch. Klaviermusik A–Z. Deutscher Verlag für Musik, Leipzig 1988, p. 397.
- Günter Kochan. Publié dans : Verband der Komponisten und Musikwissenschaftler der DDR (éd.): Komponisten und Musikwissenschaftler der Deutschen Demokratischen Republik. Kurzbiographien und Werkverzeichnisse. Verlag Neue Musik, Berlin 1959, p. 97 et suivantes.

### Essais et études
- Traude Ebert-Obermeier : Orchestervariationen von Günter Kochan. Publié dans : Heinz Alfred Brockhaus (éd.): Sammelbände zur Musikgeschichte der Deutschen Demokratischen Republik. volume 4, Berlin 1975, p. 272–298.
- Hannelore Gerlach : Fünf Sätze für Streichorchester von Günter Kochan. Publié dans : Musik und Gesellschaft 1972, cahier 22, p. 2–7.
- Hannelore Gerlach : Die Analyse. Mendelssohn-Variationen für Klavier und Orchester. Publié dans : Musik und Gesellschaft 24 (1974), p. 86–90.
- Wolfgang Hiller : Günter Kochan zum 50. Geburtstag. Publié dans : Musik und Gesellschaft 30 (1980) 10, p. 616–618.
- Udo Klement : Oratorium „Das Friedensfest oder die Teilhabe“ von Günter Kochan. Publié dans : Musik und Gesellschaft 31 (1981), p. 213–216.
- Eberhard Kneipel : Die Sinfonik Kochans. Anmerkungen zum sozialistischen Realismus im Musikschaffen der DDR. Publié dans : Wissenschaftliche Zeitschrift der Friedrich-Schiller-Unlversitat Jena 23 (1974), p. 519–530.
- Hans-Peter Müller : Revision mit Konsequenz (die 2 Fassungen der Sinfonie mit Chor). Publié dans : Musik und Gesellschaft 16 (1966), p. 263–267.
- Hans-Peter Müller : „Die Asche von Birkenau“ zu Günter Kochans neuer Solo-Kantate. Publié dans : Musik und Gesellschaft 16 (1966), p. 553–462.
- Hans-Peter Müller: „… la période que nous avons inaugurée“. Réflexions sur l’œuvre de Günter Kochans et sur sa troisième symphonie. Publié dans : Musik und Gesellschaft 24 (1974), p. 596–603.
- Eberhard Rebling : Das Violinkonzert von Günter Kochan. Publié dans : Musik und Gesellschaft 3 (1953), p. 4–7.
- Lutz Riechelmann : Musik zu einer neuen Form des Volkstheaters Rügenfestspiele. Publié dans : Musik und Gesellschaft 9 (1959), p. 541 ff.
- Hansjürgen Schaefer : Konzert für Klavier und Orchester op. 16 von Günter Kochan. Publié dans : Musik und Gesellschaft 9 (1959), p. 278–281.
- Hansjürgen Schaefer : Reichtum der Gedanken und Empfindungen. Bemerkungen zu Günter Kochans Sinfonietta 1960. Publié dans : Musik und Gesellschaft 12 (1962), p. 286–289.
- Hansjürgen Schaefer : Vergangenes im Heute bewältigt (Günter Kochans erste Oper). Publié dans : Musik und Gesellschaft 21 (1971), p. 763–768.
- Hansjürgen Schaefer : Mit Ernsthaftigkeit und Konfliktbewußtsein. Günter Kochan: Sinfonie Nr. 5. Publié dans : Musik und Gesellschaft 38 (1988), p. 375.
- Frank Schneider : Günter Kochan – II. Sinfonie (Analyse). Publié dans : Heinz Alfred Brockhaus (éd.): Sammelbände zur Musikgeschichte der Deutschen Demokratischen Republik. volume 1, Berlin 1969, p. 180 ss.
- Friedbert Streller : Günter Kochan (1930–2009). Komponist. Publié dans : Mitteldeutsches Jahrbuch 16 (2009), p. 256–257.
- Werner Wolf : Großartiges „Konzert für Orchester“ von Günter Kochan. Publié dans : Musik und Gesellschaft 13 (1963), p. 40–42.
- Werner Wolf : Sinfonie für großes Orchester mit Chor. Publié dans : Musik und Gesellschaft 14 (1964), p. 143–146.

### Interviews et discussions
- Das Publikum und die Neue Musik. Interview mit Günter Kochan [extrait]. Publié dans : Gisela Rüß (éd.) : Dokumente zur Kunst-, Literatur- und Kulturpolitik der SED. 1971–1974. Seewald, Stuttgart 1976,  (ISBN 3-512-00389-3), p. 358–361.
- Verschiedene Beiträge (Interviews). Publié dans : Arbeitsheft der Akademie der Künste der DDR Forum: Musik in der DDR. Komponisten-Werkstatt, Berlin 1973, cahier 13, p. 13 sq., 19 ss., 119, 142 sq.
- Hanns Eisler – Leitbild heutiger Komponistengenerationen. Gespräch mit Günter Kochan. Publié dans : Musik und Gesellschaft 1986, cahier 36, p. 17–19.
- Aus Gesprachen mit Günter Kochan. Publié dans : Sinn und Form 1985, cahier 37, p. 323–335.
- Werkstattgespräch mit Günter Kochan. Zum 20. Jahrestag der DDR. Publié dans : Musik und Gesellschaft 1969, cahier 19, p. 438–441.
- Günter Kochan im Gespräch mit Ursula Stürzbecher. Publié dans : Ursula Stürzbecher: Komponisten in der DDR. 17 Gespräche. Gerstenberg, Hildesheim 1979,  (ISBN 3-8067-0803-7), p. 194–217.